# État d'Alirajpur
Pour les articles homonymes, voir Alirajpur.
1473–1948
Entités précédentes :
- Raj britannique

Entités suivantes :
- Inde

LÉtat d'Alirajpur était un État princier de l'Inde.

## Histoire
L'État subsista jusqu'en 1948, puis il fut intégré à l'État du Madhya Bharat puis à l'État du Madhya-Pradesh.

## Dirigeants: Rânâ puis Râja
- Râna
  - 1473 - ? : Anand Deo
  -  ? - ? : Gugal Deo, l'arrière-petit-fils d'Anand Deo. Son frère, Kesar Deo, fondera la principauté de Jobat.
  -  ? - ? : Râya Singh
  - 1765 - 1818 : Keshri Singh
  - 1818 - 1862 : Jeswant Singh
  - 1862 - 1871 : Gang Deo
  - 1871 - 1881 : Rup Deo
  - 1881 - 1890 : Bijai Singh
  - 1890 - 1891 : interrègne
  - 1891 - 1911 : Pratap Singh (1904-1941)
- Râja
  - 1911 - 1941 : Pratap Singh
  - 1941 - 1948 : Surendra Singh (1923-1996)